# لورد دوفرين

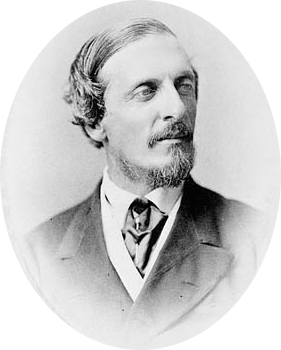
اللورد دوفرين

فريدريك هاملتون-تمبل-بلاكوود (بالإنجليزية: Frederick Hamilton-Temple-Blackwood)، أو اللورد دوفرين (بالإنجليزية: Lord Dufferin) ـ (21 يونيو 1826 ـ 12 فبراير 1902) هو سياسي ورجل إدارة ودبلوماسي بريطاني، كان من أنجح الدبلوماسيين البريطانيين في عصره.
كان لورد دوفرين في شبابه من رجال البلاط البارزين في بلاط الملكة فيكتوريا، وزادت شهرته بعد نشره كتابًا عن رحلاته في شمال الأطلنطي.
عُين مفوضًا في سوريا سنة 1860، حيث نجح في الحفاظ على مصالح بريطانيا ومنع فرنسا من تأسيس دولة تابعة لها في لبنان، وقد أهله هذا النجاح لشغل منصب مستشار دوقية لانسكتر في حكومة المملكة المتحدة ونائب وزير الدولة لشؤون الحرب. وفي سنة 1872، صار دوفرين ثالث حاكم عام لكندا، ونجح في توثيق الأواصر الإمبريالية بين بريطانيا وكندا في بداية عصر الدومينيون، وفي سنة 1884 وصل اللورد دوفرين إلى ذروة مناصبه عندما عُين حاكمًا عامًا للهند، وهي أرفع منصب كان يتطلع إليه أي دبلوماسي بريطاني آنذاك.
بعد انتهاء فترة دوفرين في كندا سنة 1878، غادر أوتاوا عائدًا إلى بريطانيا، ليعين سفيرًا إلى روسيا القيصرية (1879 ـ 1881)، ثم إلى الدولة العثمانية (1881 ـ 1884)، وشهدت تلك الفترة احتلال إنجلترا لمصر، التي كانت تعد آنذاك ـ اسميًا ـ من ممتلكات الدولة العثمانية، فنجح دوفرين في منع الدولة العثمانية من اتخاذ أي إجراء عسكري مضاد لذلك، كما نجح في احتواء المصريين بالحيلولة دون إعدام عرابي، ونفيه بدلًا من ذلك إلى سيلان، وفي سنة 1882 ارتحل دوفرين إلى مصر ليكون مفوضًا لبريطانيا فيها ويعيد تنظيم البلاد بما يوافق سياسة المحتل الجديد، وقد سارت الإدارة البريطانية لمصر وفق ما قرره دوفرين في التقرير الذي كتبه بشأن إعادة تنظيم البلاد.

## روابط خارجية
- لورد دوفرين على موقع الموسوعة البريطانية (الإنجليزية)